# Agnes (Edessa)
Agnes von Edessa oder Agnes von Courtenay (* 1133; † 1184/85) war die Mutter des Königs Balduin IV. von Jerusalem und spielte während der Herrschaft ihres Sohnes eine wichtige Rolle.

## Leben

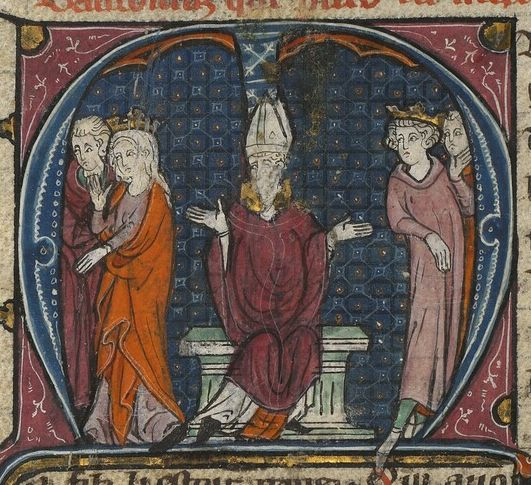
Die Ehe von Agnes de Courtenay und König Amalrich I. wird annulliert. Darstellung aus dem 14. Jahrhundert.

Agnes war die Tochter von Joscelin II. von Courtenay, Graf von Edessa, und die Schwester von Joscelin III.
Ihr erster Ehemann war Rainald von Marasch, nach dessen Tod in der Schlacht von Inab (1149) sie sich mit Hugo von Ibelin verlobte, dann aber 1158 Amalrich Graf von Jaffa und Askalon heiratete, nachdem Hugo 1157 in der Schlacht von Banyas von den Muslimen gefangen genommen worden war. Der Patriarch Fulko widersetzte sich dieser Ehe so sehr, dass Amalrich 1162 gezwungen war, sie zu annullieren, um König werden zu können. Die Gründe für den Widerstand wurden oft in der nahen Verwandtschaft der beiden gesehen, es ist aber auch möglich, dass viele Adlige eine derart rachsüchtige und habgierige Frau nicht als Königin haben wollten. Agnes und Amalrich waren die Eltern von Sibylle und Balduin IV., die trotz der Annullierung der Ehe ehelich blieben. Wenig später heiratete Agnes doch Hugo von Ibelin, der 1169 starb. Ihr vierter Ehemann wurde Rainald von Sidon.
Nach Amalrichs Tod 1174 erlangte sie als Mutter des noch minderjährigen neuen Königs Balduins IV. wieder Einfluss am königlichen Hof, insbesondere nachdem Raimund III. von Tripolis als Regent abgelöst worden war. 1176 löste sie ihren Bruder Joscelin III. aus muslimischer Gefangenschaft aus und erwirkte seine Einsetzung zum Seneschall von Jerusalem. Als 1179 Humfried II. von Toron starb, erwirkte sie die Einsetzung von Amalrich von Lusignan zum Konstabler des Reiches – begleitet von Gerüchten, dass sie eine Affäre mit ihm habe. Sie stand in Opposition zu Wilhelm von Tyrus, und ihr verdankte Heraclius, dass er Erzbischof von Caesarea und 1180 Lateinischer Patriarch von Jerusalem wurde, obwohl Wilhelm der beliebtere Kandidat war – die Gerüchte hielten sich, dass sie auch mit Heraclius eine Affäre habe.
Inzwischen war sie in der Haute Cour von Jerusalem eine der führenden Personen der Hofpartei geworden, die im Gegensatz zur konservativeren und weniger abenteuerlustigen Adelspartei stand. 1180 unterstützte sie die Heirat ihrer Tochter Sibylle mit Guido von Lusignan, obwohl Guido noch nicht lange im Land war und jedenfalls nicht zu einer der etablierten Familien gehörte. Als Gegnerin von Raimund III. überzeugte sie Balduin IV. 1182, diesem die Einreise ins Königreich zu verweigern. 1183 half sie vermutlich, die Hochzeit zwischen Humfried IV. von Toron und Isabella von Jerusalem zu arrangieren; eine Bestimmung des Ehevertrag sah vor, dass Toron eine königliche Domäne werden solle – die Agnes 1184 dann für sich beanspruchte.
Ihr genaues Todesdatum ist unbekannt, zuletzt ist sie im September 1184 als noch lebend belegt, am 1. Februar 1185 war sie bereits gestorben.